# Jorge Velásquez (jockey)
Jorge Velásquez (Chepo, Panamá, 28 de diciembre de 1946) es un jockey panameño del Salón de la Fama de las carreras de caballos pura sangre.

## Carrera
La carrera de Jorge Velásquez en las carreras de pura sangre comenzó en su Panamá natal, pero cuando era adolescente se mudó a los Estados Unidos. En 1967 ganó más carreras que cualquier otro jockey estadounidense y en 1969 fue el máximo ganador de dinero. En 1978 se hizo famoso a nivel nacional por ser uno de los jinetes involucrados en probablemente la mayor rivalidad en la historia de las carreras. Terminó segundo a bordo de Alydar to Affirmed en las tres carreras de la Triple Corona estadounidense de 1978, perdiendo por un total combinado de menos de dos cuerpos. Velásquez y Alydar lograron más tarde una pequeña satisfacción cuando vencieron a Affirmed en el Travers Stakes de 1978 (aunque la victoria se produjo a través de la descalificación de Affirmed por interferencia al entrar en la curva más lejana). En 1981 montó a Pleasant Colony hacia la victoria en el Kentucky Derby y Preakness Stakes, pero no pudo ganar la Triple Corona cuando terminaron terceros detrás de Summing en Belmont Stakes. Velásquez ganó la Breeders' Cup Juvenile Fillies de 1985 y el Breeders' Cup Classic. En 1986, sus compañeros lo votaron con el premio George Woolf Memorial Jockey y en 1990 fue incluido en el Museo Nacional de Carreras y Salón de la Fama. Se retiró como jockey en 1997 después de haber ganado 6.795 carreras. Trabajó como oficial de carreras y eventualmente se convirtió en agente de otros jinetes.